# Лисица (Киевская область)
Лисица (укр. Лисиця) — село, входит в Бучанский район Киевской области Украины.
Население по переписи 2001 года составляло 17 человек. Почтовый индекс — 08023. Телефонный код — 4578. Занимает площадь 0,121 км². Код КОАТУУ — 3222780402.

## Местный совет
08023, Київська обл., Макарівський р-н, с. Борівка, вул. Центральна, 32